# Gudigera, Koppal
Gudigera là một làng thuộc tehsil Koppal, huyện Koppal, bang Karnataka, Ấn Độ.